# Erica mundii
Erica mundii är en ljungväxtart som beskrevs av Guthrie och Bolus. Erica mundii ingår i släktet klockljungssläktet, och familjen ljungväxter. Inga underarter finns listade i Catalogue of Life.